# Campeonato de Primera C 1986-87 (Argentina)
El Campeonato de Primera C 1986-87 fue la quincuagésima tercera edición del certamen y la primera de esta división como cuarta categoría del fútbol argentino. Fue disputado entre el 26 de julio de 1986 y el 28 de junio de 1987 por 20 equipos.
Participaron del torneo veinte equipos, seis provenientes de la Primera D 1986, que se mantuvieron en la cuarta categoría, más los catorce que estaban en la divisional y que no lograron ubicarse entre los seis que consiguieron participar de la Primera B, tras su participación en el torneo de la Primera C disputado el semestre anterior.
El campeón fue Deportivo Laferrere, que de esta manera obtuvo el primer ascenso, mientras que el segundo fue para Talleres (RdE), ganador del Torneo reducido.
Asimismo, el torneo determinó el descenso a la Primera D de Villa San Carlos y Deportivo Riestra, últimos en la tabla de promedios.

## Ascensos y descensos
| Descendidos de la Primera C 1986 |
| -------------------------------- |
| Argentino de Merlo               |
| Argentino de Quilmes             |
| Central Córdoba (R)              |
| Colegiales                       |
| Defensores de Cambaceres         |
| Defensores Unidos                |
| Excursionistas                   |
| Flandria                         |
| Ituzaingó                        |
| Leandro N. Alem                  |
| San Telmo                        |
| Sarmiento (J)                    |
| Talleres (RdE)                   |
| Tristán Suárez                   |

| Ascendidos a la Primera B 1986-87 |
| --------------------------------- |
| Almagro                           |
| Arsenal                           |
| Berazategui                       |
| Comunicaciones                    |
| Deportivo Merlo                   |
| Dock Sud                          |

| Ascendidos de la Primera D 1986 |
| ------------------------------- |
| Claypole                        |
| Deportivo Laferrere             |
| Deportivo Riestra               |
| Liniers                         |
| Luján                           |
| Villa San Carlos                |

| Descendidos a la Primera D 1986-87 |
| ---------------------------------- |
| No hubo                            |

## Equipos participantes
| Equipo                   | Ciudad               | Estadio              | Capacidad |
| ------------------------ | -------------------- | -------------------- | --------- |
| Argentino (M)            | Merlo                | Antezana y Pergamino | 11 000    |
| Argentino de Quilmes     | Quilmes              | Argentino de Quilmes | 7000      |
| Central Córdoba (R)      | Rosario              | Gabino Sosa          | 10 000    |
| Claypole                 | Claypole             | César Luis Menotti   | 1000      |
| Colegiales               | Munro                | Libertarios Unidos   | 6000      |
| Defensores de Cambaceres | Ensenada             | 12 de octubre        | 3000      |
| Defensores Unidos        | Zárate               | Gigante de Villa Fox | 6000      |
| Deportivo Laferrere      | Laferrere            | Rodney y Magnasco    | 13 000    |
| Deportivo Riestra        | Buenos Aires         | No posee             | 2000      |
| Excursionistas           | Buenos Aires         | Pampa y Miñones      | 7200      |
| Flandria                 | Jáuregui             | Carlos V             | 5000      |
| Ituzaingó                | Ituzaingó            | Pacheco y Acosta     | 3500      |
| Leandro N. Alem          | General Rodríguez    | Leandro N. Alem      | 4000      |
| Liniers                  | San Justo            | No posee             | 3500      |
| Luján                    | Luján                | Municipal de Luján   | 2000      |
| San Telmo                | Dock Sud             | Isla Maciel          | 10 500    |
| Sarmiento                | Junín                | Eva Perón            | 17 000    |
| Talleres                 | Remedios de Escalada | Timote y Castro      | 16 000    |
| Tristán Suárez           | Ezeiza               | Moreno y Fariña      | 15 000    |
| Villa San Carlos         | Berisso              | Genacio Sálice       | 4000      |

|  |

### Distribución geográfica de los equipos
| Región                                   | Cant. | Equipos |
| ---------------------------------------- | ----- | --- |
| Conurbano bonaerense                     | 10    | Argentino de Merlo, Argentino de Quilmes, Claypole, Colegiales, Deportivo Laferrere, Ituzaingó, Liniers, San Telmo, Talleres (RdE) y Tristán Suárez |
| Interior de la provincia de Buenos Aires | 5     | Defensores Unidos, Flandria, Leandro N. Alem, Luján y Sarmiento (J)                                                                                 |
| Ciudad de Buenos Aires                   | 2     | Deportivo Riestra y Excursionistas |
| Gran La Plata                            | 2     | Defensores de Cambaceres y Villa San Carlos |
| Ciudad de Rosario                        | 1     | Central Córdoba |

## Formato

### Competición
Se disputó un torneo de 38 fechas por el sistema de todos contra todos, ida y vuelta.

### Ascensos
El equipó que más puntos obtuvo se consagró campeón y ascendió directamente. Los equipos ubicados entre el segundo y el noveno puesto de la tabla de posiciones final clasificaron al Torneo reducido, cuyo ganador obtuvo el segundo ascenso.

### Descensos
El promedio se calculó con los puntos obtenidos en la fase regular de los torneos de 1984, 1985, 1986, y 1986-87. Los equipos que ocuparon los dos últimos lugares de la tabla de promedios descendieron a la Primera D.

## Tabla de posiciones
| Pos. | Equipo                   | Pts. | PJ | PG | PE | PP | GF | GC | Dif. |
| ---- | ------------------------ | ---- | -- | -- | -- | -- | -- | -- | ---- |
| 1.º  | Deportivo Laferrere      | 53   | 38 | 21 | 11 | 6  | 53 | 18 | 35   |
| 2.º  | San Telmo                | 52   | 38 | 21 | 10 | 7  | 62 | 32 | 30   |
| 3.º  | Excursionistas           | 51   | 38 | 20 | 11 | 7  | 52 | 22 | 30   |
| 4.º  | Central Córdoba (R)      | 47   | 38 | 17 | 13 | 8  | 63 | 40 | 23   |
| 5.º  | Flandria                 | 46   | 38 | 18 | 10 | 10 | 62 | 44 | 18   |
| 6.º  | Talleres (RE)            | 44   | 38 | 17 | 10 | 11 | 65 | 43 | 22   |
| 7.º  | Sarmiento de Junín       | 44   | 38 | 17 | 10 | 11 | 68 | 54 | 14   |
| 8.º  | Leandro N. Alem          | 44   | 38 | 14 | 16 | 8  | 52 | 46 | 6    |
| 9.º  | Tristán Suárez           | 42   | 38 | 13 | 16 | 9  | 46 | 37 | 9    |
| 10.º | Defensores de Cambaceres | 40   | 38 | 12 | 16 | 10 | 55 | 39 | 16   |
| 11.º | Argentino de Quilmes     | 39   | 38 | 13 | 13 | 12 | 43 | 48 | −5   |
| 12.º | Luján                    | 38   | 38 | 12 | 14 | 12 | 60 | 60 | 0    |
| 13.º | Colegiales               | 34   | 38 | 11 | 12 | 15 | 45 | 55 | −10  |
| 14.º | Ituzaingó                | 34   | 38 | 12 | 10 | 16 | 43 | 58 | −15  |
| 15.º | Claypole                 | 33   | 38 | 10 | 13 | 15 | 39 | 47 | −8   |
| 16.º | Liniers                  | 29   | 38 | 10 | 9  | 19 | 41 | 65 | −24  |
| 17.º | Argentino de Merlo       | 27   | 38 | 9  | 9  | 20 | 39 | 61 | −22  |
| 18.º | Defensores Unidos        | 25   | 38 | 6  | 13 | 19 | 34 | 55 | −21  |
| 19.º | Villa San Carlos         | 24   | 38 | 5  | 14 | 19 | 41 | 72 | −31  |
| 20.º | Deportivo Riestra        | 14   | 38 | 4  | 6  | 28 | 15 | 82 | −67  |

|  | Se consagró campeón y ascendió a la Primera B |
|  | Clasificó al Torneo Reducido                  |

## Resultados
| Defensores Unidos   | 1 - 1 | Argentino de Quilmes     | Gigante de Villa Fox | 26 de julio |
| Liniers             | 1 - 0 | Claypole                 | Tres de Febrero      | 26 de julio |
| Talleres (RE)       | 0 - 1 | Defensores de Cambaceres | Timote y Castro      | 26 de julio |
| Luján               | 0 - 2 | Argentino de Merlo       | Municipal de Luján   | 26 de julio |
| Deportivo Laferrere | 1 - 1 | Sarmiento de Junín       | Rodney y Magnasco    | 26 de julio |
| Colegiales          | 1 - 1 | Ituzaingó                | Malaver y Posadas    | 26 de julio |
| Leandro N. Alem     | 1 - 1 | Flandria                 | Leandro N. Alem      | 26 de julio |
| Villa San Carlos    | 1 - 2 | San Telmo                | Genacio Sálice       | 26 de julio |
| Tristán Suárez      | 1 - 1 | Excursionistas           | Moreno y Fariña      | 26 de julio |
| Deportivo Riestra   | 1 - 0 | Central Córdoba (R)      | Isla Maciel          | 26 de julio |

| Deportivo Riestra        | 0 - 0 | Defensores Unidos    | Olavarría y Luna     | 2 de agosto |
| Central Córdoba (R)      | 3 - 3 | Tristán Suárez       | Gabino Sosa          | 2 de agosto |
| Excursionistas           | 0 - 0 | Villa San Carlos     | Pampa y Miñones      | 2 de agosto |
| San Telmo                | 1 - 1 | Leandro N. Alem      | Isla Maciel          | 2 de agosto |
| Flandria                 | 2 - 0 | Colegiales           | Carlos V             | 2 de agosto |
| Ituzaingó                | 0 - 2 | Deportivo Laferrere  | José Manuel Moreno   | 2 de agosto |
| Sarmiento de Junín       | 3 - 1 | Luján                | Eva Perón            | 2 de agosto |
| Argentino de Merlo       | 0 - 0 | Talleres (RE)        | José Manuel Moreno   | 2 de agosto |
| Defensores de Cambaceres | 7 - 1 | Liniers              | Rivadavia y Quintana | 2 de agosto |
| Claypole                 | 0 - 0 | Argentino de Quilmes | César Luis Menotti   | 2 de agosto |

| Defensores Unidos    | 0 - 0 | Claypole                 | Gigante de Villa Fox | 9 de agosto  |
| Luján                | 2 - 1 | Ituzaingó                | Municipal de Luján   | 9 de agosto  |
| Argentino de Quilmes | 0 - 0 | Defensores de Cambaceres | Argentino de Quilmes | 12 de agosto |
| Liniers              | 0 - 2 | Argentino de Merlo       | Pampa y Miñones      | 12 de agosto |
| Talleres (RE)        | 4 - 1 | Sarmiento de Junín       | Timote y Castro      | 12 de agosto |
| Deportivo Laferrere  | 0 - 2 | Flandria                 | Rodney y Magnasco    | 12 de agosto |
| Colegiales           | 2 - 0 | San Telmo                | Malaver y Posadas    | 12 de agosto |
| Leandro N. Alem      | 0 - 0 | Excursionistas           | Leandro N. Alem      | 12 de agosto |
| Villa San Carlos     | 0 - 2 | Central Córdoba (R)      | Rivadavia y Quintana | 12 de agosto |
| Tristán Suárez       | 0 - 0 | Deportivo Riestra        | Moreno y Fariña      | 12 de agosto |

| Tristán Suárez           | 2 - 0 | Defensores Unidos    | Moreno y Fariña            | 16 de agosto |
| Deportivo Riestra        | 1 - 2 | Villa San Carlos     | Rodney y Magnasco          | 16 de agosto |
| Central Córdoba (R)      | 1 - 1 | Leandro N. Alem      | Gabino Sosa                | 16 de agosto |
| Excursionistas           | 1 - 0 | Colegiales           | Pampa y Miñones            | 16 de agosto |
| San Telmo                | 1 - 1 | Deportivo Laferrere  | Isla Maciel                | 16 de agosto |
| Flandria                 | 2 - 1 | Luján                | Carlos V                   | 16 de agosto |
| Ituzaingó                | 3 - 3 | Talleres (RE)        | Ingeniero Huergo y Ramallo | 16 de agosto |
| Sarmiento de Junín       | 4 - 1 | Liniers              | Eva Perón                  | 16 de agosto |
| Argentino de Merlo       | 5 - 2 | Argentino de Quilmes | José Manuel Moreno         | 16 de agosto |
| Defensores de Cambaceres | 0 - 0 | Claypole             | Rivadavia y Quintana       | 16 de agosto |

| Defensores Unidos    | 1 - 1 | Defensores de Cambaceres | Gigante de Villa Fox | 23 de agosto |
| Claypole             | 1 - 1 | Argentino de Merlo       | César Luis Menotti   | 23 de agosto |
| Argentino de Quilmes | 1 - 1 | Sarmiento de Junín       | Argentino de Quilmes | 23 de agosto |
| Liniers              | 2 - 2 | Ituzaingó                | Pampa y Miñones      | 23 de agosto |
| Talleres (RE)        | 3 - 0 | Flandria                 | Timote y Castro      | 23 de agosto |
| Luján                | 2 - 1 | San Telmo                | Municipal de Luján   | 23 de agosto |
| Deportivo Laferrere  | 1 - 0 | Excursionistas           | Rodney y Magnasco    | 23 de agosto |
| Colegiales           | 0 - 1 | Central Córdoba (R)      | Malaver y Posadas    | 23 de agosto |
| Leandro N. Alem      | 3 - 0 | Deportivo Riestra        | Leandro N. Alem      | 23 de agosto |
| Villa San Carlos     | 0 - 0 | Tristán Suárez           | Rivadavia y Quintana | 23 de agosto |

| Villa San Carlos    | 1 - 1 | Defensores Unidos        | Rivadavia y Quintana       | 30 de agosto |
| Tristán Suárez      | 1 - 1 | Leandro N. Alem          | Moreno y Fariña            | 30 de agosto |
| Deportivo Riestra   | 0 - 1 | Colegiales               | De Los Inmigrantes         | 30 de agosto |
| Central Córdoba (R) | 0 - 1 | Deportivo Laferrere      | Gabino Sosa                | 30 de agosto |
| Excursionistas      | 1 - 2 | Luján                    | Pampa y Miñones            | 30 de agosto |
| San Telmo           | 2 - 2 | Talleres (RE)            | Isla Maciel                | 30 de agosto |
| Flandria            | 2 - 0 | Liniers                  | Carlos V                   | 30 de agosto |
| Ituzaingó           | 0 - 1 | Argentino de Quilmes     | Ingeniero Huergo y Ramallo | 30 de agosto |
| Sarmiento de Junín  | 1 - 1 | Claypole                 | Eva Perón                  | 30 de agosto |
| Argentino de Merlo  | 1 - 1 | Defensores de Cambaceres | José Manuel Moreno         | 30 de agosto |

| Defensores Unidos        | 3 - 0 | Argentino de Merlo  | Gigante de Villa Fox | 6 de septiembre |
| Defensores de Cambaceres | 3 - 1 | Sarmiento de Junín  | Rivadavia y Quintana | 6 de septiembre |
| Claypole                 | 0 - 1 | Ituzaingó           | César Luis Menotti   | 6 de septiembre |
| Argentino de Quilmes     | 4 - 2 | Flandria            | Argentino de Quilmes | 6 de septiembre |
| Liniers                  | 1 - 1 | San Telmo           | 2 de abril de 1982   | 6 de septiembre |
| Talleres (RE)            | 2 - 0 | Excursionistas      | Timote y Castro      | 6 de septiembre |
| Luján                    | 1 - 1 | Central Córdoba (R) | Municipal de Luján   | 6 de septiembre |
| Deportivo Laferrere      | 2 - 0 | Deportivo Riestra   | Rodney y Magnasco    | 6 de septiembre |
| Colegiales               | 2 - 2 | Tristán Suárez      | Malaver y Posadas    | 6 de septiembre |
| Leandro N. Alem          | 2 - 0 | Villa San Carlos    | Leandro N. Alem      | 6 de septiembre |

| Leandro N. Alem     | 1 - 1 | Defensores Unidos        | Leandro N. Alem            | 13 de septiembre |
| Villa San Carlos    | 2 - 2 | Colegiales               | Rivadavia y Quintana       | 13 de septiembre |
| Tristán Suárez      | 0 - 0 | Deportivo Laferrere      | Moreno y Fariña            | 13 de septiembre |
| Deportivo Riestra   | 2 - 2 | Luján                    | De Los Inmigrantes         | 13 de septiembre |
| Central Córdoba (R) | 3 - 3 | Talleres (RE)            | Gabino Sosa                | 13 de septiembre |
| Excursionistas      | 2 - 0 | Liniers                  | Pampa y Miñones            | 13 de septiembre |
| San Telmo           | 3 - 0 | Argentino de Quilmes     | Isla Maciel                | 13 de septiembre |
| Flandria            | 1 - 0 | Claypole                 | Carlos V                   | 13 de septiembre |
| Ituzaingó           | 2 - 1 | Defensores de Cambaceres | Ingeniero Huergo y Ramallo | 13 de septiembre |
| Sarmiento de Junín  | 3 - 0 | Argentino de Merlo       | Eva Perón                  | 13 de septiembre |

| Defensores Unidos        | 2 - 3 | Sarmiento de Junín  | Gigante de Villa Fox | 20 de septiembre |
| Argentino de Merlo       | 0 - 1 | Ituzaingó           | José Manuel Moreno   | 20 de septiembre |
| Defensores de Cambaceres | 1 - 1 | Flandria            | Rivadavia y Quintana | 20 de septiembre |
| Claypole                 | 1 - 3 | San Telmo           | César Luis Menotti   | 20 de septiembre |
| Argentino de Quilmes     | 0 - 0 | Excursionistas      | Argentino de Quilmes | 20 de septiembre |
| Liniers                  | 1 - 1 | Central Córdoba (R) | 2 de abril de 1982   | 20 de septiembre |
| Talleres (RE)            | 3 - 0 | Deportivo Riestra   | Timote y Castro      | 20 de septiembre |
| Luján                    | 0 - 1 | Tristán Suárez      | Municipal de Luján   | 20 de septiembre |
| Deportivo Laferrere      | 1 - 1 | Villa San Carlos    | Rodney y Magnasco    | 20 de septiembre |
| Colegiales               | 1 - 2 | Leandro N. Alem     | Malaver y Posadas    | 20 de septiembre |

| Colegiales          | 1 - 0 | Defensores Unidos        | Malaver y Posadas    | 27 de septiembre |
| Leandro N. Alem     | 0 - 0 | Deportivo Laferrere      | Leandro N. Alem      | 27 de septiembre |
| Villa San Carlos    | 2 - 2 | Luján                    | Rivadavia y Quintana | 27 de septiembre |
| Tristán Suárez      | 0 - 1 | Talleres (RE)            | Moreno y Fariña      | 27 de septiembre |
| Deportivo Riestra   | 1 - 0 | Liniers                  | Olavarría y Luna     | 27 de septiembre |
| Central Córdoba (R) | 1 - 1 | Argentino de Quilmes     | Gabino Sosa          | 27 de septiembre |
| Excursionistas      | 0 - 1 | Claypole                 | Pampa y Miñones      | 27 de septiembre |
| San Telmo           | 2 - 1 | Defensores de Cambaceres | Isla Maciel          | 27 de septiembre |
| Flandria            | 0 - 1 | Argentino de Merlo       | Carlos V             | 27 de septiembre |
| Ituzaingó           | 0 - 1 | Sarmiento de Junín       | Pacheco y Acosta     | 27 de septiembre |

| Defensores Unidos        | 6 - 0 | Ituzaingó           | Gigante de Villa Fox | 4 de octubre |
| Sarmiento de Junín       | 4 - 4 | Flandria            | Eva Perón            | 4 de octubre |
| Argentino de Merlo       | 0 - 1 | San Telmo           | José Manuel Moreno   | 4 de octubre |
| Defensores de Cambaceres | 2 - 2 | Excursionistas      | Rivadavia y Quintana | 4 de octubre |
| Claypole                 | 0 - 0 | Central Córdoba (R) | César Luis Menotti   | 4 de octubre |
| Argentino de Quilmes     | 0 - 1 | Deportivo Riestra   | Argentino de Quilmes | 4 de octubre |
| Liniers                  | 0 - 0 | Tristán Suárez      | Pampa y Miñones      | 4 de octubre |
| Talleres (RE)            | 1 - 0 | Villa San Carlos    | Timote y Castro      | 4 de octubre |
| Luján                    | 2 - 2 | Leandro N. Alem     | Municipal de Luján   | 4 de octubre |
| Deportivo Laferrere      | 3 - 0 | Colegiales          | Rodney y Magnasco    | 4 de octubre |

| Deportivo Laferrere | 4 - 0 | Defensores Unidos        | Rodney y Magnasco    | 11 de octubre |
| Colegiales          | 1 - 1 | Luján                    | Malaver y Posadas    | 11 de octubre |
| Leandro N. Alem     | 0 - 0 | Talleres (RE)            | Leandro N. Alem      | 11 de octubre |
| Villa San Carlos    | 2 - 0 | Liniers                  | Rivadavia y Quintana | 11 de octubre |
| Tristán Suárez      | 1 - 2 | Argentino de Quilmes     | Moreno y Fariña      | 11 de octubre |
| Deportivo Riestra   | 1 - 2 | Claypole                 | De Los Inmigrantes   | 11 de octubre |
| Central Córdoba (R) | 1 - 0 | Defensores de Cambaceres | Gabino Sosa          | 11 de octubre |
| Excursionistas      | 0 - 0 | Argentino de Merlo       | Pampa y Miñones      | 11 de octubre |
| San Telmo           | 2 - 1 | Sarmiento de Junín       | Isla Maciel          | 11 de octubre |
| Flandria            | 2 - 0 | Ituzaingó                | Carlos V             | 11 de octubre |

| Defensores Unidos        | 0 - 1 | Flandria            | Gigante de Villa Fox | 18 de octubre |
| Ituzaingó                | 1 - 2 | San Telmo           | Pacheco y Acosta     | 18 de octubre |
| Sarmiento de Junín       | 1 - 0 | Excursionistas      | Eva Perón            | 18 de octubre |
| Argentino de Merlo       | 3 - 2 | Central Córdoba (R) | José Manuel Moreno   | 18 de octubre |
| Defensores de Cambaceres | 2 - 0 | Deportivo Riestra   | Rivadavia y Quintana | 18 de octubre |
| Claypole                 | 1 - 1 | Tristán Suárez      | César Luis Menotti   | 18 de octubre |
| Argentino de Quilmes     | 1 - 0 | Villa San Carlos    | Argentino de Quilmes | 18 de octubre |
| Liniers                  | 1 - 0 | Leandro N. Alem     | Estudiantes (BA)     | 18 de octubre |
| Talleres (RE)            | 2 - 0 | Colegiales          | Timote y Castro      | 18 de octubre |
| Luján                    | 1 - 0 | Deportivo Laferrere | Carlos V             | 18 de octubre |

| Luján               | 2 - 2 | Defensores Unidos        | Municipal de Luján   | 25 de octubre |
| Deportivo Laferrere | 1 - 0 | Talleres (RE)            | Rodney y Magnasco    | 25 de octubre |
| Colegiales          | 3 - 2 | Liniers                  | Malaver y Posadas    | 25 de octubre |
| Leandro N. Alem     | 1 - 1 | Argentino de Quilmes     | Leandro N. Alem      | 25 de octubre |
| Villa San Carlos    | 1 - 3 | Claypole                 | Rivadavia y Quintana | 25 de octubre |
| Tristán Suárez      | 1 - 0 | Defensores de Cambaceres | Moreno y Fariña      | 25 de octubre |
| Deportivo Riestra   | 1 - 0 | Argentino de Merlo       | 2 de abril de 1982   | 25 de octubre |
| Central Córdoba (R) | 4 - 1 | Sarmiento de Junín       | Gabino Sosa          | 25 de octubre |
| Excursionistas      | 0 - 0 | Ituzaingó                | Pampa y Miñones      | 25 de octubre |
| San Telmo           | 1 - 0 | Flandria                 | Isla Maciel          | 25 de octubre |

| Defensores Unidos        | 0 - 0 | San Telmo           | Gigante de Villa Fox | 1 de noviembre |
| Flandria                 | 0 - 0 | Excursionistas      | Carlos V             | 1 de noviembre |
| Ituzaingó                | 3 - 1 | Central Córdoba (R) | Pacheco y Acosta     | 1 de noviembre |
| Sarmiento de Junín       | 1 - 0 | Deportivo Riestra   | Eva Perón            | 1 de noviembre |
| Argentino de Merlo       | 0 - 1 | Tristán Suárez      | José Manuel Moreno   | 1 de noviembre |
| Defensores de Cambaceres | 2 - 0 | Villa San Carlos    | Rivadavia y Quintana | 1 de noviembre |
| Claypole                 | 1 - 1 | Leandro N. Alem     | César Luis Menotti   | 1 de noviembre |
| Argentino de Quilmes     | 1 - 1 | Colegiales          | Argentino de Quilmes | 1 de noviembre |
| Liniers                  | 0 - 4 | Deportivo Laferrere | Tomás Adolfo Ducó    | 1 de noviembre |
| Talleres (RE)            | 1 - 0 | Luján               | Timote y Castro      | 1 de noviembre |

| Luján               | 3 - 2 | Liniers                  | Municipal de Luján   | 11 de noviembre |
| Talleres (RE)       | 1 - 2 | Defensores Unidos        | Timote y Castro      | 11 de noviembre |
| Deportivo Laferrere | 2 - 0 | Argentino de Quilmes     | Rodney y Magnasco    | 11 de noviembre |
| Colegiales          | 2 - 2 | Claypole                 | Malaver y Posadas    | 11 de noviembre |
| Leandro N. Alem     | 1 - 1 | Defensores de Cambaceres | Leandro N. Alem      | 11 de noviembre |
| Villa San Carlos    | 0 - 0 | Argentino de Merlo       | Rivadavia y Quintana | 11 de noviembre |
| Tristán Suárez      | 0 - 0 | Sarmiento de Junín       | Moreno y Fariña      | 11 de noviembre |
| Deportivo Riestra   | 0 - 0 | Ituzaingó                | 2 de abril de 1982   | 11 de noviembre |
| Central Córdoba (R) | 4 - 4 | Flandria                 | Gabino Sosa          | 11 de noviembre |
| Excursionistas      | 0 - 0 | San Telmo                | Pampa y Miñones      | 11 de noviembre |

| Defensores Unidos        | 0 - 2 | Excursionistas      | Gigante de Villa Fox | 15 de noviembre |
| San Telmo                | 2 - 2 | Central Córdoba (R) | Isla Maciel          | 15 de noviembre |
| Flandria                 | 4 - 0 | Deportivo Riestra   | Carlos V             | 15 de noviembre |
| Ituzaingó                | 1 - 3 | Tristán Suárez      | Pacheco y Acosta     | 15 de noviembre |
| Sarmiento de Junín       | 1 - 0 | Villa San Carlos    | Eva Perón            | 15 de noviembre |
| Argentino de Merlo       | 4 - 2 | Leandro N. Alem     | José Manuel Moreno   | 15 de noviembre |
| Defensores de Cambaceres | 1 - 1 | Colegiales          | Rivadavia y Quintana | 15 de noviembre |
| Claypole                 | 0 - 2 | Deportivo Laferrere | César Luis Menotti   | 15 de noviembre |
| Argentino de Quilmes     | 0 - 3 | Luján               | Argentino de Quilmes | 15 de noviembre |
| Liniers                  | 1 - 2 | Talleres (RE)       | 2 de abril de 1982   | 15 de noviembre |

| Liniers             | 2 - 0 | Defensores Unidos        | 2 de abril de 1982   | 22 de noviembre |
| Talleres (RE)       | 2 - 0 | Argentino de Quilmes     | Timote y Castro      | 22 de noviembre |
| Luján               | 1 - 1 | Claypole                 | Municipal de Luján   | 22 de noviembre |
| Deportivo Laferrere | 0 - 0 | Defensores de Cambaceres | Rodney y Magnasco    | 22 de noviembre |
| Colegiales          | 4 - 2 | Argentino de Merlo       | Malaver y Posadas    | 22 de noviembre |
| Leandro N. Alem     | 1 - 1 | Sarmiento de Junín       | Leandro N. Alem      | 22 de noviembre |
| Villa San Carlos    | 2 - 3 | Ituzaingó                | Rivadavia y Quintana | 22 de noviembre |
| Tristán Suárez      | 0 - 1 | Flandria                 | Moreno y Fariña      | 22 de noviembre |
| Deportivo Riestra   | 0 - 1 | San Telmo                | Olavarría y Luna     | 22 de noviembre |
| Central Córdoba (R) | 1 - 0 | Excursionistas           | Gabino Sosa          | 22 de noviembre |

| Defensores Unidos        | 0 - 2 | Central Córdoba (R) | Gigante de Villa Fox | 29 de noviembre |
| Excursionistas           | 4 - 0 | Deportivo Riestra   | Pampa y Miñones      | 29 de noviembre |
| San Telmo                | 2 - 0 | Tristán Suárez      | Isla Maciel          | 29 de noviembre |
| Flandria                 | 1 - 1 | Villa San Carlos    | Carlos V             | 29 de noviembre |
| Ituzaingó                | 0 - 1 | Leandro N. Alem     | Pacheco y Acosta     | 29 de noviembre |
| Sarmiento de Junín       | 3 - 1 | Colegiales          | Eva Perón            | 29 de noviembre |
| Argentino de Merlo       | 1 - 0 | Deportivo Laferrere | José Manuel Moreno   | 29 de noviembre |
| Defensores de Cambaceres | 2 - 2 | Luján               | Rivadavia y Quintana | 29 de noviembre |
| Claypole                 | 0 - 1 | Talleres (RE)       | César Luis Menotti   | 29 de noviembre |
| Argentino de Quilmes     | 1 - 0 | Liniers             | Argentino de Quilmes | 29 de noviembre |

| Argentino de Quilmes     | 0 - 0 | Defensores Unidos   | Argentino de Quilmes | 6 de diciembre |
| Claypole                 | 2 - 1 | Liniers             | César Luis Menotti   | 6 de diciembre |
| Defensores de Cambaceres | 2 - 2 | Talleres (RE)       | Rivadavia y Quintana | 6 de diciembre |
| Argentino de Merlo       | 1 - 1 | Luján               | José Manuel Moreno   | 6 de diciembre |
| Sarmiento de Junín       | 2 - 2 | Deportivo Laferrere | Eva Perón            | 6 de diciembre |
| Ituzaingó                | 1 - 1 | Colegiales          | Pacheco y Acosta     | 6 de diciembre |
| Flandria                 | 3 - 1 | Leandro N. Alem     | Carlos V             | 6 de diciembre |
| San Telmo                | 5 - 0 | Villa San Carlos    | Isla Maciel          | 6 de diciembre |
| Excursionistas           | 2 - 0 | Tristán Suárez      | Pampa y Miñones      | 6 de diciembre |
| Central Córdoba (R)      | 7 - 0 | Deportivo Riestra   | Gabino Sosa          | 6 de diciembre |

| Defensores Unidos    | 1 - 0 | Deportivo Riestra        | Gigante de Villa Fox | 13 de diciembre |
| Tristán Suárez       | 1 - 1 | Central Córdoba (R)      | Moreno y Fariña      | 13 de diciembre |
| Villa San Carlos     | 2 - 3 | Excursionistas           | Rivadavia y Quintana | 13 de diciembre |
| Leandro N. Alem      | 0 - 4 | San Telmo                | Leandro N. Alem      | 13 de diciembre |
| Colegiales           | 1 - 0 | Flandria                 | Malaver y Posadas    | 13 de diciembre |
| Deportivo Laferrere  | 2 - 1 | Ituzaingó                | Rodney y Magnasco    | 13 de diciembre |
| Luján                | 3 - 2 | Sarmiento de Junín       | Municipal de Luján   | 13 de diciembre |
| Talleres (RE)        | 3 - 0 | Argentino de Merlo       | Timote y Castro      | 13 de diciembre |
| Liniers              | 3 - 2 | Defensores de Cambaceres | Islas Malvinas       | 13 de diciembre |
| Argentino de Quilmes | 2 - 1 | Claypole                 | Argentino de Quilmes | 13 de diciembre |

| Claypole                 | 2 - 1 | Defensores Unidos    | César Luis Menotti   | 20 de diciembre |
| Defensores de Cambaceres | 0 - 1 | Argentino de Quilmes | Rivadavia y Quintana | 20 de diciembre |
| Argentino de Merlo       | 3 - 0 | Liniers              | José Manuel Moreno   | 20 de diciembre |
| Sarmiento de Junín       | 2 - 2 | Talleres (RE)        | Eva Perón            | 20 de diciembre |
| Ituzaingó                | 1 - 1 | Luján                | Pacheco y Acosta     | 20 de diciembre |
| Flandria                 | 0 - 3 | Deportivo Laferrere  | Carlos V             | 20 de diciembre |
| San Telmo                | 2 - 1 | Colegiales           | Isla Maciel          | 20 de diciembre |
| Excursionistas           | 3 - 1 | Leandro N. Alem      | Pampa y Miñones      | 20 de diciembre |
| Central Córdoba (R)      | 4 - 0 | Villa San Carlos     | Gabino Sosa          | 20 de diciembre |
| Deportivo Riestra        | 0 - 5 | Tristán Suárez       | Olavarría y Luna     | 20 de diciembre |

| Defensores Unidos    | 2 - 2 | Tristán Suárez           | Gigante de Villa Fox | 24 de enero |
| Villa San Carlos     | 2 - 1 | Deportivo Riestra        | Genacio Sálice       | 24 de enero |
| Leandro N. Alem      | 0 - 1 | Central Córdoba (R)      | Leandro N. Alem      | 24 de enero |
| Colegiales           | 0 - 0 | Excursionistas           | Malaver y Posadas    | 24 de enero |
| Deportivo Laferrere  | 3 - 0 | San Telmo                | Rodney y Magnasco    | 24 de enero |
| Luján                | 2 - 0 | Flandria                 | Municipal de Luján   | 24 de enero |
| Talleres (RE)        | 1 - 2 | Ituzaingó                | Timote y Castro      | 24 de enero |
| Liniers              | 2 - 1 | Sarmiento de Junín       | Islas Malvinas       | 24 de enero |
| Argentino de Quilmes | 4 - 1 | Argentino de Merlo       | Argentino de Quilmes | 24 de enero |
| Claypole             | 1 - 1 | Defensores de Cambaceres | César Luis Menotti   | 24 de enero |

| Defensores de Cambaceres | 2 - 0 | Defensores Unidos    | Rivadavia y Quintana | 31 de enero |
| Argentino de Merlo       | 1 - 2 | Claypole             | José Manuel Moreno   | 31 de enero |
| Sarmiento de Junín       | 2 - 5 | Argentino de Quilmes | Eva Perón            | 31 de enero |
| Ituzaingó                | 1 - 0 | Liniers              | Pacheco y Acosta     | 31 de enero |
| Flandria                 | 2 - 1 | Talleres (RE)        | Carlos V             | 31 de enero |
| San Telmo                | 2 - 2 | Luján                | Isla Maciel          | 31 de enero |
| Excursionistas           | 1 - 0 | Deportivo Laferrere  | Pampa y Miñones      | 31 de enero |
| Central Córdoba (R)      | 1 - 0 | Colegiales           | Gabino Sosa          | 31 de enero |
| Deportivo Riestra        | 1 - 3 | Leandro N. Alem      | Olavarría y Luna     | 31 de enero |
| Tristán Suárez           | 3 - 1 | Villa San Carlos     | Moreno y Fariña      | 31 de enero |

| Defensores Unidos        | 4 - 1 | Villa San Carlos    | Gigante de Villa Fox | 7 de febrero |
| Leandro N. Alem          | 2 - 1 | Tristán Suárez      | Leandro N. Alem      | 7 de febrero |
| Colegiales               | 2 - 0 | Deportivo Riestra   | Malaver y Posadas    | 7 de febrero |
| Deportivo Laferrere      | 3 - 1 | Central Córdoba (R) | Rodney y Magnasco    | 7 de febrero |
| Luján                    | 2 - 3 | Excursionistas      | Municipal de Luján   | 7 de febrero |
| Talleres (RE)            | 2 - 1 | San Telmo           | Timote y Castro      | 7 de febrero |
| Liniers                  | 1 - 1 | Flandria            | 2 de abril de 1982   | 7 de febrero |
| Argentino de Quilmes     | 2 - 0 | Ituzaingó           | Argentino de Quilmes | 7 de febrero |
| Claypole                 | 2 - 1 | Sarmiento de Junín  | César Luis Menotti   | 7 de febrero |
| Defensores de Cambaceres | 2 - 0 | Argentino de Merlo  | Rivadavia y Quintana | 7 de febrero |

| Argentino de Merlo  | 5 - 1 | Defensores Unidos        | José Manuel Moreno | 14 de febrero |
| Sarmiento de Junín  | 3 - 0 | Defensores de Cambaceres | Eva Perón          | 14 de febrero |
| Ituzaingó           | 1 - 0 | Claypole                 | Pacheco y Acosta   | 14 de febrero |
| Flandria            | 1 - 1 | Argentino de Quilmes     | Carlos V           | 14 de febrero |
| San Telmo           | 1 - 1 | Liniers                  | Isla Maciel        | 14 de febrero |
| Excursionistas      | 2 - 1 | Talleres (RE)            | Pampa y Miñones    | 14 de febrero |
| Central Córdoba (R) | 3 - 2 | Luján                    | Gabino Sosa        | 14 de febrero |
| Deportivo Riestra   | 1 - 3 | Deportivo Laferrere      | Tomás Adolfo Ducó  | 14 de febrero |
| Tristán Suárez      | 1 - 2 | Colegiales               | Moreno y Fariña    | 14 de febrero |
| Villa San Carlos    | 2 - 2 | Leandro N. Alem          | Genacio Sálice     | 14 de febrero |

| Defensores Unidos        | 0 - 0 | Leandro N. Alem     | Gigante de Villa Fox | 21 de febrero |
| Colegiales               | 1 - 1 | Villa San Carlos    | Malaver y Posadas    | 21 de febrero |
| Deportivo Laferrere      | 0 - 1 | Tristán Suárez      | Rodney y Magnasco    | 21 de febrero |
| Luján                    | 4 - 1 | Deportivo Riestra   | Municipal de Luján   | 21 de febrero |
| Talleres (RE)            | 3 - 3 | Central Córdoba (R) | Timote y Castro      | 21 de febrero |
| Liniers                  | 0 - 4 | Excursionistas      | 2 de abril de 1982   | 21 de febrero |
| Argentino de Quilmes     | 2 - 2 | San Telmo           | Argentino de Quilmes | 21 de febrero |
| Claypole                 | 0 - 0 | Flandria            | César Luis Menotti   | 21 de febrero |
| Defensores de Cambaceres | 1 - 1 | Ituzaingó           | Rivadavia y Quintana | 21 de febrero |
| Argentino de Merlo       | 0 - 4 | Sarmiento de Junín  | José Manuel Moreno   | 21 de febrero |

| Sarmiento de Junín  | 0 - 0 | Defensores Unidos        | Eva Perón            | 28 de febrero |
| Ituzaingó           | 1 - 0 | Argentino de Merlo       | Pacheco y Acosta     | 28 de febrero |
| Flandria            | 2 - 3 | Defensores de Cambaceres | Carlos V             | 28 de febrero |
| San Telmo           | 3 - 0 | Claypole                 | Isla Maciel          | 28 de febrero |
| Excursionistas      | 2 - 1 | Argentino de Quilmes     | Pampa y Miñones      | 28 de febrero |
| Central Córdoba (R) | 2 - 3 | Liniers                  | Gabino Sosa          | 28 de febrero |
| Deportivo Riestra   | 1 - 4 | Talleres (RE)            | Olavarría y Luna     | 28 de febrero |
| Tristán Suárez      | 1 - 1 | Luján                    | Moreno y Fariña      | 28 de febrero |
| Villa San Carlos    | 0 - 0 | Deportivo Laferrere      | Rivadavia y Quintana | 28 de febrero |
| Leandro N. Alem     | 1 - 2 | Colegiales               | Leandro N. Alem      | 28 de febrero |

| Defensores Unidos        | 1 - 1 | Colegiales          | Gigante de Villa Fox | 7 de marzo |
| Deportivo Laferrere      | 2 - 3 | Leandro N. Alem     | Rodney y Magnasco    | 7 de marzo |
| Luján                    | 3 - 3 | Villa San Carlos    | Municipal de Luján   | 7 de marzo |
| Talleres (RE)            | 1 - 2 | Tristán Suárez      | Timote y Castro      | 7 de marzo |
| Liniers                  | 0 - 0 | Deportivo Riestra   | 2 de abril de 1982   | 7 de marzo |
| Argentino de Quilmes     | 0 - 3 | Central Córdoba (R) | Argentino de Quilmes | 7 de marzo |
| Claypole                 | 0 - 7 | Excursionistas      | César Luis Menotti   | 7 de marzo |
| Defensores de Cambaceres | 2 - 1 | San Telmo           | Rivadavia y Quintana | 7 de marzo |
| Argentino de Merlo       | 0 - 2 | Flandria            | José Manuel Moreno   | 7 de marzo |
| Sarmiento de Junín       | 1 - 3 | Ituzaingó           | Eva Perón            | 7 de marzo |

| Ituzaingó           | 3 - 1 | Defensores Unidos        | Pacheco y Acosta  | 15 de marzo |
| Flandria            | 3 - 1 | Sarmiento de Junín       | Carlos V          | 15 de marzo |
| San Telmo           | 5 - 0 | Argentino de Merlo       | Isla Maciel       | 15 de marzo |
| Excursionistas      | 1 - 1 | Defensores de Cambaceres | Pampa y Miñones   | 15 de marzo |
| Central Córdoba (R) | 1 - 0 | Claypole                 | Gabino Sosa       | 15 de marzo |
| Deportivo Riestra   | 0 - 1 | Argentino de Quilmes     | Olavarría y Luna  | 15 de marzo |
| Tristán Suárez      | 3 - 1 | Liniers                  | Moreno y Fariña   | 15 de marzo |
| Villa San Carlos    | 0 - 2 | Talleres (RE)            | Genacio Sálice    | 15 de marzo |
| Leandro N. Alem     | 3 - 1 | Luján                    | Leandro N. Alem   | 15 de marzo |
| Colegiales          | 0 - 0 | Deportivo Laferrere      | Malaver y Posadas | 15 de marzo |

| Defensores Unidos        | 0 - 2 | Deportivo Laferrere | Gigante de Villa Fox | 21 de marzo |
| Luján                    | 2 - 1 | Colegiales          | Municipal de Luján   | 21 de marzo |
| Talleres (RE)            | 1 - 2 | Leandro N. Alem     | Timote y Castro      | 21 de marzo |
| Argentino de Quilmes     | 1 - 1 | Tristán Suárez      | Argentino de Quilmes | 21 de marzo |
| Claypole                 | 6 - 1 | Deportivo Riestra   | César Luis Menotti   | 21 de marzo |
| Defensores de Cambaceres | 0 - 1 | Central Córdoba (R) | Rivadavia y Quintana | 21 de marzo |
| Argentino de Merlo       | 1 - 2 | Excursionistas      | José Manuel Moreno   | 21 de marzo |
| Sarmiento de Junín       | 1 - 0 | San Telmo           | Eva Perón            | 21 de marzo |
| Ituzaingó                | 0 - 3 | Flandria            | Pacheco y Acosta     | 21 de marzo |
| Liniers                  | 1 - 1 | Villa San Carlos    | 2 de abril de 1982   | 2 de abril  |

| Flandria            | 3 - 1 | Defensores Unidos        | Carlos V          | 28 de marzo |
| San Telmo           | 3 - 1 | Ituzaingó                | Isla Maciel       | 28 de marzo |
| Excursionistas      | 2 - 0 | Sarmiento de Junín       | Pampa y Miñones   | 28 de marzo |
| Central Córdoba (R) | 2 - 0 | Argentino de Merlo       | Gabino Sosa       | 28 de marzo |
| Deportivo Riestra   | 0 - 6 | Defensores de Cambaceres | Olavarría y Luna  | 28 de marzo |
| Tristán Suárez      | 1 - 0 | Claypole                 | Moreno y Fariña   | 28 de marzo |
| Villa San Carlos    | 1 - 0 | Argentino de Quilmes     | Genacio Sálice    | 28 de marzo |
| Leandro N. Alem     | 2 - 0 | Liniers                  | Leandro N. Alem   | 28 de marzo |
| Colegiales          | 1 - 4 | Talleres (RE)            | Malaver y Posadas | 28 de marzo |
| Deportivo Laferrere | 2 - 0 | Luján                    | Rodney y Magnasco | 28 de marzo |

| Defensores Unidos        | 0 - 3 | Luján               | Gigante de Villa Fox | 4 de abril |
| Talleres (RE)            | 0 - 1 | Deportivo Laferrere | Timote y Castro      | 4 de abril |
| Liniers                  | 1 - 2 | Colegiales          | 2 de abril de 1982   | 4 de abril |
| Argentino de Quilmes     | 1 - 2 | Leandro N. Alem     | Argentino de Quilmes | 4 de abril |
| Claypole                 | 3 - 0 | Villa San Carlos    | César Luis Menotti   | 4 de abril |
| Defensores de Cambaceres | 0 - 1 | Tristán Suárez      | Rivadavia y Quintana | 4 de abril |
| Argentino de Merlo       | 0 - 0 | Deportivo Riestra   | José Manuel Moreno   | 4 de abril |
| Sarmiento de Junín       | 0 - 0 | Central Córdoba (R) | Eva Perón            | 4 de abril |
| Ituzaingó                | 1 - 2 | Excursionistas      | Pacheco y Acosta     | 4 de abril |
| Flandria                 | 0 - 1 | San Telmo           | Carlos V             | 4 de abril |

| San Telmo           | 2 - 0 | Defensores Unidos        | Isla Maciel             | 14 de abril |
| Excursionistas      | 1 - 0 | Flandria                 | Pampa y Miñones         | 14 de abril |
| Central Córdoba (R) | 1 - 1 | Ituzaingó                | Gabino Sosa             | 14 de abril |
| Deportivo Riestra   | 0 - 2 | Sarmiento de Junín       | Olavarría y Luna        | 14 de abril |
| Tristán Suárez      | 2 - 1 | Argentino de Merlo       | Moreno y Fariña         | 14 de abril |
| Villa San Carlos    | 0 - 2 | Defensores de Cambaceres | Gimnasia y Esgrima (LP) | 14 de abril |
| Leandro N. Alem     | 1 - 0 | Claypole                 | Leandro N. Alem         | 14 de abril |
| Colegiales          | 1 - 2 | Argentino de Quilmes     | Malaver y Posadas       | 14 de abril |
| Deportivo Laferrere | 1 - 1 | Liniers                  | Rodney y Magnasco       | 14 de abril |
| Luján               | 0 - 1 | Talleres (RE)            | Municipal de Luján      | 14 de abril |

| Defensores Unidos        | 3 - 2 | Talleres (RE)       | Gigante de Villa Fox | 18 de abril |
| Liniers                  | 3 - 0 | Luján               | 2 de abril de 1982   | 18 de abril |
| Argentino de Quilmes     | 0 - 1 | Deportivo Laferrere | Argentino de Quilmes | 18 de abril |
| Claypole                 | 3 - 1 | Colegiales          | César Luis Menotti   | 18 de abril |
| Defensores de Cambaceres | 1 - 2 | Leandro N. Alem     | Rivadavia y Quintana | 18 de abril |
| Argentino de Merlo       | 3 - 3 | Villa San Carlos    | José Manuel Moreno   | 18 de abril |
| Sarmiento de Junín       | 3 - 1 | Tristán Suárez      | Eva Perón            | 18 de abril |
| Ituzaingó                | 1 - 0 | Deportivo Riestra   | Pacheco y Acosta     | 18 de abril |
| Flandria                 | 1 - 0 | Central Córdoba (R) | Carlos V             | 18 de abril |
| San Telmo                | 0 - 1 | Excursionistas      | Isla Maciel          | 18 de abril |

| Excursionistas      | 1 - 0 | Defensores Unidos        | Pampa y Miñones    | 25 de abril |
| Central Córdoba (R) | 0 - 1 | San Telmo                | Gabino Sosa        | 25 de abril |
| Deportivo Riestra   | 1 - 5 | Flandria                 | Olavarría y Luna   | 25 de abril |
| Tristán Suárez      | 1 - 1 | Ituzaingó                | Moreno y Fariña    | 25 de abril |
| Villa San Carlos    | 3 - 4 | Sarmiento de Junín       | Genacio Sálice     | 25 de abril |
| Leandro N. Alem     | 1 - 1 | Argentino de Merlo       | Leandro N. Alem    | 25 de abril |
| Colegiales          | 2 - 3 | Defensores de Cambaceres | Malaver y Posadas  | 25 de abril |
| Deportivo Laferrere | 2 - 0 | Claypole                 | Rodney y Magnasco  | 25 de abril |
| Luján               | 1 - 3 | Argentino de Quilmes     | Municipal de Luján | 25 de abril |
| Talleres (RE)       | 2 - 3 | Liniers                  | Timote y Castro    | 25 de abril |

| Defensores Unidos        | 0 - 1 | Liniers             | Gigante de Villa Fox | 9 de mayo |
| Argentino de Quilmes     | 1 - 1 | Talleres (RE)       | Argentino de Quilmes | 9 de mayo |
| Claypole                 | 2 - 3 | Luján               | César Luis Menotti   | 9 de mayo |
| Defensores de Cambaceres | 0 - 0 | Deportivo Laferrere | Rivadavia y Quintana | 9 de mayo |
| Argentino de Merlo       | 0 - 3 | Colegiales          | José Manuel Moreno   | 9 de mayo |
| Sarmiento de Junín       | 3 - 0 | Leandro N. Alem     | Eva Perón            | 9 de mayo |
| Ituzaingó                | 2 - 3 | Villa San Carlos    | Pacheco y Acosta     | 9 de mayo |
| Flandria                 | 2 - 2 | Tristán Suárez      | Carlos V             | 9 de mayo |
| San Telmo                | 1 - 0 | Deportivo Riestra   | Isla Maciel          | 9 de mayo |
| Excursionistas           | 0 - 1 | Central Córdoba (R) | Pampa y Miñones      | 9 de mayo |

| Central Córdoba (R) | 1 - 0 | Defensores Unidos        | Gabino Sosa        | 16 de mayo |
| Deportivo Riestra   | 0 - 2 | Excursionistas           | Olavarría y Luna   | 16 de mayo |
| Tristán Suárez      | 0 - 1 | San Telmo                | Moreno y Fariña    | 16 de mayo |
| Villa San Carlos    | 3 - 4 | Flandria                 | Genacio Sálice     | 16 de mayo |
| Leandro N. Alem     | 5 - 2 | Ituzaingó                | Leandro N. Alem    | 16 de mayo |
| Colegiales          | 0 - 4 | Sarmiento de Junín       | Malaver y Posadas  | 16 de mayo |
| Deportivo Laferrere | 1 - 0 | Argentino de Merlo       | Rodney y Magnasco  | 16 de mayo |
| Luján               | 1 - 1 | Defensores de Cambaceres | Municipal de Luján | 16 de mayo |
| Talleres (RE)       | 1 - 1 | Claypole                 | Timote y Castro    | 16 de mayo |
| Liniers             | 4 - 0 | Argentino de Quilmes     | 2 de abril de 1982 | 16 de mayo |

## Torneo reducido

### Cuadro de desarrollo
|  | Cuartos de final    | Cuartos de final | Cuartos de final    | Cuartos de final |   |                | Semifinales     | Semifinales     | Semifinales     | Semifinales     |  |                     | Final            | Final            | Final            | Final            |  |
|  | 23 y 30 de mayo     | 23 y 30 de mayo  | 23 y 30 de mayo     | 23 y 30 de mayo  |   |                | 6 y 13 de junio | 6 y 13 de junio | 6 y 13 de junio | 6 y 13 de junio |  |                     | 21 y 28 de junio | 21 y 28 de junio | 21 y 28 de junio | 21 y 28 de junio |  |
|  |                     |                  |                     |                  |   |                |                 |                 |                 |                 |  |                     |                  |                  |                  |                  |  |
|  |                     |                  |                     |                  |   |                |                 |                 |                 |                 |  |                     |                  |                  |                  |                  |  |
|  | Tristán Suárez      | 1                | 1                   | 2                |   |                |                 |                 |                 |                 |  |                     |                  |                  |                  |                  |  |
|  | Tristán Suárez      | 1                | 1                   | 2                |   |                |                 |                 |                 |                 |  |                     |                  |                  |                  |                  |  |
|  | San Telmo           | 0                | 0                   | 0                |   |                |                 |                 |                 |                 |  |                     |                  |                  |                  |                  |  |
|  | San Telmo           | 0                | 0                   | 0                |   | Tristán Suárez | 0               | 0               | 0 (4)           |                 |  |                     |                  |                  |                  |                  |  |
|  |                     |                  |                     |                  |   | Tristán Suárez | 0               | 0               | 0 (4)           |                 |  |                     |                  |                  |                  |                  |  |
|  |                     |                  | Central Córdoba (R) | 0                | 0 | 0 (5)          |                 |                 |                 |                 |  |                     |                  |                  |                  |                  |  |
|  | Sarmiento de Junín  | 2                | Central Córdoba (R) | 0                | 0 | 0 (5)          | 1               | 3               |                 |                 |  |                     |                  |                  |                  |                  |  |
|  | Sarmiento de Junín  | 2                |                     |                  |   |                |                 |                 |                 |                 |  |                     |                  |                  |                  |                  |  |
|  | Central Córdoba (R) | 3                | 2                   | 5                |   |                |                 |                 |                 |                 |  |                     |                  |                  |                  |                  |  |
|  | Central Córdoba (R) | 3                | 2                   | 5                |   |                |                 |                 |                 |                 |  | Central Córdoba (R) | 0                | 2                | 2                |                  |  |
|  |                     |                  |                     |                  |   |                |                 |                 |                 |                 |  | Central Córdoba (R) | 0                | 2                | 2                |                  |  |
|  |                     |                  | Talleres (RE)       | 2                | 1 | 3              |                 |                 |                 |                 |  |                     |                  |                  |                  |                  |  |
|  | Flandria            | 1                | Talleres (RE)       | 2                | 1 | 3              | 1               | 2               |                 |                 |  |                     |                  |                  |                  |                  |  |
|  | Flandria            | 1                |                     |                  |   |                |                 |                 |                 |                 |  |                     |                  |                  |                  |                  |  |
|  | Talleres (RE)       | 4                | 2                   | 6                |   |                |                 |                 |                 |                 |  |                     |                  |                  |                  |                  |  |
|  | Talleres (RE)       | 4                | 2                   | 6                |   | Talleres (RE)  | 0               | 1               | 1 (5)           |                 |  |                     |                  |                  |                  |                  |  |
|  |                     |                  |                     |                  |   | Talleres (RE)  | 0               | 1               | 1 (5)           |                 |  |                     |                  |                  |                  |                  |  |
|  |                     |                  | Leandro N. Alem     | 0                | 1 | 1 (3)          |                 |                 |                 |                 |  |                     |                  |                  |                  |                  |  |
|  | Excursionistas      | 0                | Leandro N. Alem     | 0                | 1 | 1 (3)          | 0               | 0 (4)           |                 |                 |  |                     |                  |                  |                  |                  |  |
|  | Excursionistas      | 0                |                     |                  |   |                |                 |                 |                 |                 |  |                     |                  |                  |                  |                  |  |
|  | Leandro N. Alem     | 0                | 0                   | 0 (5)            |   |                |                 |                 |                 |                 |  |                     |                  |                  |                  |                  |  |
|  | Leandro N. Alem     | 0                | 0                   | 0 (5)            |   |                |                 |                 |                 |                 |  |                     |                  |                  |                  |                  |  |
|  |                     |                  |                     |                  |   |                |                 |                 |                 |                 |  |                     |                  |                  |                  |                  |  |

- En cada llave el equipo que ocupa la primera línea es el que definió la serie como local.
- En caso de empate en el resultado global se disputaba tiempo suplementario y, de persistir la igualdad, se definía por medio de tanda de penales.

### Cuartos de final

#### Ida
| 23 de mayo de 1987 | San Telmo | 0:1 | Tristán Suárez | Témperley, Témperley |  |
|                    |           |     | H. E. Rivero   |                      |  |

| 23 de mayo de 1987 | Leandro N. Alem | 0:0 | Excursionistas | Morón, Morón |  |

| 23 de mayo de 1987 | Central Córdoba                                   | 3:2 | Sarmiento                    | Newell's Old Boys, Rosario |  |
|                    | G. D. Quinteros · J. N. Forgués · F. C. Rodríguez |     | M. A. Álvarez · J. A. Sotelo |                            |  |

| 23 de mayo de 1987 | Talleres                                         | 4:1 | Flandria      | El Porvenir, Gerli |  |
|                    | R. D. Stefanutti · G. A. Marrone · C. P. Cardozo |     | M. C. Raviolo |                    |  |

#### Vuelta
| 30 de mayo de 1987 | Tristán Suárez | 1:0 | San Telmo | El Porvenir, Gerli |  |
|                    | H. E. Rivero   |     |           |                    |  |

| 30 de mayo de 1987 | Excursionistas                                                                                            | 0:0 (4:5 p.)               | Leandro N. Alem                                                                                      | Platense, Vicente López |  |
|                    | | Tiros desde el punto penal | |                         |  |
|                    | R. Acosta · O. J. Luna · C. G. Machín · H. D. Acosta · J. C. Corrales Velloso · C. N. Caimi · M. Carrasco |                            | J. L. Sotelo · O. G. Falcón · H. Roldán · R. A. Albornoz · H. A. Tamassi · R. Tejeda · D. M. Venezia |                         |  |

| 30 de mayo de 1987 | Sarmiento    | 1:2 | Central Córdoba                 | Rivadavia, Junín |  |
|                    | J. A. Sotelo |     | F. C. Rodríguez · P. D. Rossini |                  |  |

| 30 de mayo de 1987 | Flandria     | 1:2 | Talleres                            | Municipal de Luján, Luján |  |
|                    | R. A. Castro |     | R. D. Stefanutti · J. R. De Ángelis |                           |  |

### Semifinales

#### Ida
| 6 de junio de 1987 | Central Córdoba | 0:0 | Tristán Suárez | Newell's Old Boys, Rosario |  |

| 6 de junio de 1987 | Leandro N. Alem | 0:0 | Talleres | Morón, Morón |  |

#### Vuelta
| 13 de junio de 1987 | Tristán Suárez                                                               | 0:0 (4:5 p.)               | Central Córdoba                                                               | El Porvenir, Gerli |  |
|                     |                                                                              | Tiros desde el punto penal |                                                                               |                    |  |
|                     | D. G. Leguizamón · H. D. Rivero · J. C. Rojas · O. S. Cáceres · R. Fernández |                            | M. A Ibáñez · E. E. Doroni · G. D. Quinteros · S. A. Robles · F. C. Rodríguez |                    |  |

| 13 de junio de 1987 | Talleres                                                                        | 1:1 (5:3 p.)               | Leandro N. Alem                                            | Témperley, Témperley |  |
|                     | S. A. Rodríguez                                                                 |                            | A. J. González a. g.                                       |                      |  |
|                     |                                                                                 | Tiros desde el punto penal |                                                            |                      |  |
|                     | S. G. Pantano · S. A. Zanetti · J. A. Giles · N. L. Iglesias · J. R. De Ángelis |                            | J. L. Sotelo · D. M. Venezia · J. A. Toledo · J. P. Caldas |                      |  |

### Final
Ida
| 21 de junio de 1987 | Talleres       | 2:0 | Central Córdoba | Témperley, Témperley |  |
|                     | J. A. Franzoni |     |                 |                      |  |

Vuelta
| 28 de junio de 1987 | Central Córdoba                  | 2:1 | Talleres      | Newell's Old Boys, Rosario |  |
|                     | E. E. Doroni · M. A. Ibáñez pen. |     | J. A Franzoni |                            |  |

'Talleres (RE)' ganó el Torneo reducido y ascendió a la Primera B Metropolitana.

## Tabla de promedios
| Pos  | Equipo               | Prom. | 1984 | 1985 | 1986 | 1986-87 | Pts | PJ  |
| ---- | -------------------- | ----- | ---- | ---- | ---- | ------- | --- | --- |
| 1.º  | Deportivo Laferrere  | 1,39  | -    | -    | -    | 53      | 53  | 38  |
| 2.º  | Ituzaingó            | 1,10  | 40   | 49   | 23   | 34      | 146 | 132 |
| 3.º  | Excursionistas       | 1,09  | 24   | 51   | 19   | 51      | 145 | 132 |
| 4.º  | Sarmiento (J)        | 1,08  | -    | -    | 17   | 44      | 61  | 56  |
| 5.º  | Tristán Suárez       | 1,08  | 33   | 51   | 17   | 42      | 143 | 132 |
| 6.º  | San Telmo            | 1,06  | 45   | 26   | 18   | 52      | 141 | 132 |
| 7.º  | Central Córdoba (R)  | 1,06  | 39   | 36   | 18   | 47      | 140 | 132 |
| 8.º  | Leandro N. Alem      | 1,05  | -    | -    | 15   | 44      | 59  | 56  |
| 9.º  | Flandria             | 1,02  | 38   | 40   | 11   | 46      | 135 | 132 |
| 10.º | Luján                | 1,00  | -    | -    | -    | 38      | 38  | 38  |
| 11.º | Argentino de Quilmes | 0,98  | 49   | 29   | 13   | 39      | 130 | 132 |
| 12.º | Talleres (RE)        | 0,98  | -    | -    | 11   | 44      | 55  | 56  |
| 13.º | Def. de Cambaceres   | 0,95  | -    | 30   | 20   | 40      | 90  | 94  |
| 14.º | Defensores Unidos    | 0,90  | 42   | 29   | 23   | 25      | 119 | 132 |
| 15.º | Colegiales           | 0,89  | 50   | 27   | 7    | 34      | 118 | 132 |
| 16.º | Claypole             | 0,86  | -    | -    |      | 33      | 33  | 38  |
| 17.º | Argentino (M)        | 0,82  | -    | -    | 19   | 27      | 46  | 56  |
| 18.º | Liniers              | 0,76  | -    | -    | -    | 29      | 29  | 38  |
| 19.º | Villa San Carlos     | 0,63  | -    | -    | -    | 24      | 24  | 38  |
| 20.º | Deportivo Riestra    | 0,36  | -    | -    | -    | 14      | 14  | 38  |

|  |                              |
|  | Descendieron a la Primera D. |

## Goleadores[3]
| Pos. | Jugador              | Jugador                | Goles | Equipo          |
| ---- | -------------------- | ---------------------- | ----- | --------------- |
| 1    | Bandera de Argentina | Germán Alberto Melo    | 22    | Sarmiento (J)   |
| 2    | Bandera de Argentina | Claudio Caimi          | 21    | Excursionistas  |
| 3    | Bandera de Argentina | Sergio Apolo Robles    | 20    | Central Córdoba |
| 4    | Bandera de Argentina | Rubén Darío Stefanutti | 19    | Talleres (RE)   |